# Platygaster plotina
Platygaster plotina är en stekelart som beskrevs av Walker 1836. Platygaster plotina ingår i släktet Platygaster och familjen gallmyggesteklar. Inga underarter finns listade i Catalogue of Life.